# Anaxyrus nelsoni
Anaxyrus nelsoni é uma espécie de anfíbio anuro da família Bufonidae. É considerada em perigo pela Lista Vermelha da UICN. Está presente em Estados Unidos.